# Psaliodes exuberans
Psaliodes exuberans är en fjärilsart som beskrevs av Paul Dognin 1911. Psaliodes exuberans ingår i släktet Psaliodes och familjen mätare. Inga underarter finns listade i Catalogue of Life.